# Coalition pan-verte
 (février 2024).
Si vous disposez d'ouvrages ou d'articles de référence ou si vous connaissez des sites web de qualité traitant du thème abordé ici, merci de compléter l'article en donnant les références utiles à sa vérifiabilité et en les liant à la section « Notes et références ».
La Coalition pan-verte ou Force pan-verte (泛綠軍 pinyin fànlǜjūn), est une alliance politique informelle du début du XXIe siècle à Taïwan, composée du Parti démocrate progressiste (DPP), de l'Union pour la solidarité de Taïwan (TSU), et le Parti pour l'indépendance de Taïwan (TAIP). 
Le nom vient des couleurs du Parti démocratique progressiste, qui à ses origines a adopté le vert en partie en raison de son association avec le mouvement écologiste. En contraste avec la coalition pan-bleue, la coalition pan-verte tend à favoriser l'indépendance de Taïwan sur l'unification de Taïwan et de la RPC, bien que des membres des deux  coalitions ont modéré leurs politiques pour séduire les électeurs du centre.
Cette stratégie est aidée par le fait que les électeurs ne votent pas pour un parti en fonction des relations avec la Chine continentale. Ceci est particulièrement vrai pour les électeurs indécis. Les partis qui ont formé la Coalition pan-verte ont grandement bénéficié de la perception qu'ils étaient moins corrompus que le parti gouvernemental Kuomintang.
La Coalition pan-verte formée après l’élection présidentielle de 2000, remportée de Li Tenghui et qui a été  exclu du Kuomintang et a créé son propre parti, le TSU, qui maintient un programme indépendantiste.
Les dynamiques internes de la Coalition pan-verte sont différentes de celle de la coalition pan-bleue. Contrairement à la coalition pan-bleue, qui est composée de partis de tailles proches avec des  idéologies très similaires, la coalition pan-verte  est composée du DPP, qui est plus grand et plus modéré que la TSU. Donc, plutôt que de coordonner les stratégies électorales (ce que fait la coalition pan-bleue) la présence du TSU empêche le DPP de s'éloigner de ses racines pour l'indépendance de Taïwan. Dans les élections locales, la compétition tend à être rude entre les candidats de la coalition pan-verte qui ne pratiquent pas le désistement en faveur de partis de la coalition.
Le Parti vert de Taïwan (GPT) ne fait pas partie de la Coalition pan-verte.